# Saab Training Systems
Saab Training Systems utvecklar, tillverkar och marknadsför avancerad militär utbildningsmateriel som lasersimulatorsystem, instrumenterade träningsanläggningar, målmateriel samt tjänster som service och underhåll av träningssystem. Huvudkontoret ligger i Stensholm, Huskvarna. Saab Training Systems är en affärsenhet inom Saab AB